# روبرت آدمز
روبرت آدمز (21 جانفي 1928- 2 مارس1997) كان معلما أمريكيا لفلسفة الأدفايتا، تتلمذ في مطلع شبابه على يد رامانا مهارشي في مدينة تيرافانامالي بالهند. في الفترة الأخيرة من حياته عقد آدمز جلسات مع الحقيقة (ساتسانغ) برفقة مجموعة صغيرة من تلاميذه في كاليفورنيا بالولايات المتحدة الأمريكية.
لم تكن تعاليم آدمز معروفة بهذا القدر خلال فترة حياته لكن سمعته كانت منتشرة بين المهتمين بفلسفة الأدفايتا وبين تلاميذ رامانا مهارشي كذلك.
صدر له كتاب عام 1999 بعنوان: «صمت القلب: حوارات مع روبرت آدمز».